# Chionostomum pinicola
Chionostomum pinicola är en bladmossart som beskrevs av Pierre Tixier 1977. Chionostomum pinicola ingår i släktet Chionostomum och familjen Sematophyllaceae. Inga underarter finns listade i Catalogue of Life.